# Hermann Heindl
Hermann Heindl (* 9. September 1881 in Regensburg; † im 20. Jahrhundert) war ein deutscher Verwaltungsjurist und Bezirksoberamtmann.

## Leben
Nach dem Abitur am humanistischen Gymnasium Regensburg studierte Hermann Heindl in den Jahren von 1900 bis 1904 Rechtswissenschaften an der Ludwig-Maximilians-Universität München (Mitglied im Corps Ratisbonia München) und der Julius-Maximilians-Universität Würzburg, wo er 1906 zum Dr. jur. promovierte. 1907 legte er in Regensburg das Große juristische Staatsexamen mit der Note II 28/40 ab und wurde Akzessist bei der Regierung der Oberpfalz. Zum 1. Dezember 1914 erhielt er die Ernennung zum Assessor in Vilshofen und musste von Januar 1917 bis April 1918 als ungedienter Landsturmmann Kriegsdienst leisten. Heindl kam in die Verwaltung zurück und wurde im Februar 1921 Regierungsrat bei der Regierung von Niederbayern, wo er in der Hauptfürsorgestelle tätig war. Zum 1. August 1931 wurde er als Bezirksoberamtmann mit der Leitung des Bezirksamtes Forchheim betraut. Dieses Amt hatte er bis zu seinem Weggang zum 1. Juli 1933 zur Regierung von Niederbayern inne. Dort wurde er 1937 Oberregierungsrat und ging zum 1. März 1942 vorzeitig in den Ruhestand.
1905 war er Mitglied des Jungliberalen Vereins Regensburg und 1910 in der Fortschrittlichen Volkspartei. Zum 1. Mai 1935 trat er der NSDAP bei (Mitgliedsnummer 3.654.679).

## Schriften
- Der Umschlag rumänischen Petroleums auf der Donau in Regensburg, Dissertation 1906
- Die Fürsorgegesetze im Reich und in Bayern nebst Vollzugsvorschriften Textausgabe mit Verweisungen und Sachverzeichnis,  Beck´sche Verlagsbuchhandlung München 1930
- Grundriß des Fürsorgerechts unter besonderer Berücksichtigung des bayerischen Landesfürsorgerechts, 1930